# Drzewo asyryjskie

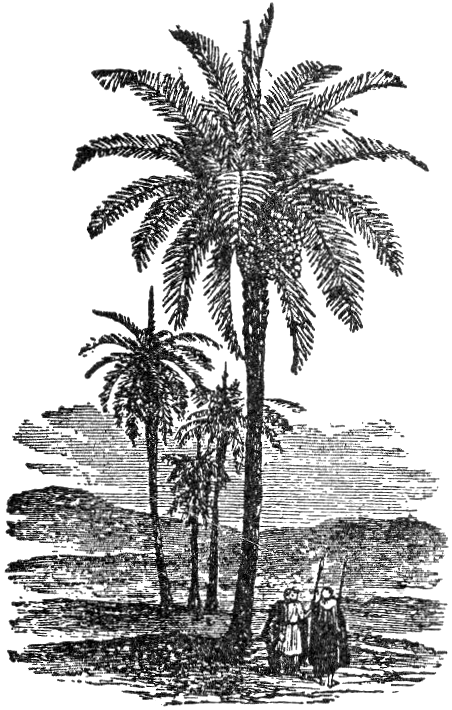
Palma daktylowa, grafika

Drzewo asyryjskie  (pahlawi Draxt (ī) āsūrīg ) – poemat perski nieznanego autorstwa z około III wieku n.e. (czasy Królestwa Partów ), napisany w języku partyjskim , lub średnioperskim , z uwagi na liczne wpływy tego języka na partyjski . 
Pierwszym badaczem tekstu był francuski orientalista Edgard Blochet, który opublikował informacje na jego temat w 1895 roku . Rękopis został napisany w formie prozaicznej. Jako pierwszy za poezję uznał go francuski lingwista Émile Benveniste .
Utwór prawdopodobnie stanowi przeróbkę starszego dzieła w języku partyjskim . Ma charakter alegoryczny. Opowiada o dyskusji, jaką drzewo (z kontekstu można wywnioskować, że chodzi o palmę ) prowadziło z kozą   
Poemat ma również charakter swoistego katalogu słów (przypuszczalnie o charakterze mnemotechniki lub źródła wiedzy) dotyczących: ubrań, żywności, napojów, instrumentów, wonności, broni, przedmiotów codziennego użytku, czynności religijnych .
Tekst był różnie interpretowany przez badaczy: jako zestawienie dwóch wyznań: zaratusztrianizmu (koza) i asyryjsko-babilońskich religii pogańskich (palma), bądź jako manifestacja różnicy pomiędzy życiem pasterskim (koza) a rolniczym (palma) .
Dzieło przełożyła na język polski Kinga Maciuszak. Przekład opatrzony szczegółowym komentarzem został opublikowany w 2007 roku.